# Four Thirds

Skiss som visar den relativa storleken av olika sensortyper jämfört med en 35 mm filmram

Four Thirds är ett bildsensorformat skapat av Kodak och Olympus för kameror av typ D-SLR (digital spegelreflexkamera). 
FourThirds skiljer sig från andra D-SLR-tekniker (såsom APS-C) genom att det är skapat rakt av för digital fotografering. En tidigare nackdel var den mindre sensorn jämfört med andra systemkameror, men detta problem är idag till stora delar åtgärdat. 
Namnet på systemet kommer från storleken samt förhållandet mellan sidorna på bildsensorn som används. Formatet anges vanligen som 4/3" eller bara 4/3. 

## Lista på kameratillverkare som använder Four Thirds
- Kodak
- Olympus
- Leica
- Panasonic
- Samsung
- Sigma